# T-ćelija
T ćelije ili T limfociti su tip  limfocita (podtipa belih krvnih zrnaca) koji imaju  centralnu ulogu u ćelijskom imunitetu. Od drugih limfocita, kao što su B ćelije i prirodnih ćelija ubica, razlikuju se po prisustvu receptora T ćelija na  površini ćelije. One se nazivaju T ćelijama, jer sazrevaju u timusnim timocitima (neke takođe sazrevaju u krajnicima.). Od nekoliko podskupova T ćelija, svaki ima različite funkcije. Većina ljudskih T ćelija koje  preuređuju svoje alfa i beta lance na ćelijskom receptoru, nazivaju se alfa i beta T ćelije (αβ T ćelije) i deo su u adaptivnog imuniteta. Specijalizirane gama delta ćelije, (mali broj T ćelija u ljudskom telu, mnogo češće kod preživara), imaju nevarirajuće receptore T limfocita, s ograničenom raznolikosti, koji se mogu efektivno predstavljati putem antigena drugim T ćelijama, i smatraju se delom urođenog imunskog sistema.

## Tipovi

### Pomoćne ćelije
T pomoćne ćelije (THćelije) pomažu ostalim belim krvnim ćelijama u imunskim procesima, uključujući sazrevanje B ćelija u plazmocite i memorijske B ćelije, te aktivaciji citotoksičnih T ćelija i makrofaga. Ove ćelije su takođe poznate kao CD4+ T ćelije, zbog ispoljavanja CD4 glikoproteina na površini. Helper T ćelije postaju aktivne kada se prezentiraju peptidnim antigenima molekula MHC II klase, koje se ispoljavaju na površini antigen-prezentirajućih ćelija (APC). Jednom aktivirane, brzo se dele i luče male proteine zvane citokini, koji regulišu ili pomažu aktivni imunski odgovor. Ove ćelije se mogu diferencirati u jedan od nekoliko podtipova, uključujući TH1, TH2, TH3, TH17, TH9, ili TFH, koje luče različite citokine imunskog odgovora. Signalizacija iz APC usmerava T ćelije u posebne podstipove.

### Citotoksične T ćelije
Citotoksične T ćelije (TC ćelije ili CTL) uništavaju ćelije koje su inficirane  virusima i tumorske ćelije, a takođe učestvuju i u reakcijama na transplantaciji organa. Ove ćelije su takođe poznate i kao CD8+ T ćelije, jer na površini ispoljavaju CD8 glikoprotein. Ove ćelije prepoznaju svoje ciljeve putem vezanja za antigen koji je asociran sa molekulama MHC klase I, koje se ispoljavaju na površini nukleiranih ćelija. Tokom sekrecije IL-10, adenozina i ostalih molekula koje se luče putem regulacijskih T ćelija, CD8+ ćelije mogu preći u neaktivno stanje koje prevenira autoimunske bolesti.

### Memorijske T ćelije
Memorijske T ćelije su podskup antigen – specifičnih  T ćelija koje traju dugoročno nakon  savladavanja infekcije. One se brzo proširuju na veliki broj efektorskih T ćelija na ponovno ispoljavanje svog srodnog antigena, omogućavajući da se imunski "memoriše" aktivnost protiv prošlih infekcija.
Memorijske  T ćelije  obuhvataju tri podtipa: 
- centralne memorijske T ćelije(TCM ćelije),
- efektorske memorijske T ćelije (TEM ćelije) i TEMRA ćelije,[6]  te
- rezidentne memorijske T ćelije (TRM).[7]

### Supresorske ćelije
Supresorske  T ćelije su ključne za održavanje imunske tolerancije. Njihova glavna uloga je da ugase imunost koja je posredovana T ćelijama, krajem imunske reakcije i da suzbiju autoreaktivne T ćelije koje su izbegle proces negativne selekcije u timusu. Supresorske T ćelije, uz pomoćne ćelije, mogu se zajednički nazvati regulatorskim T ćelijama.
Opisane su dve glavne klase CD4+ Tregćelija — FOXP3+ Treg i FOXP3− Treg ćelije.
Regulatorne T ćelije mogu nastati u bilo tokom normalnog razvoja u timusu, kada su poznate kao timusne Treg ćelije, ili mogu biti periferno indukovane i nazivaju se periferno izvedene Treg ćelije. Ova dva podskupa su ranije bila nazivana "prirodni" i "adaptivni" ili "indukovani". Za oba podskupa je neophodno izražavanje transkripcionog faktora FOXP3, koji se može upotrebiti za identifikaciju ćelija. Mutacije FOXP3 gena mogu da spreče razviće regulatornih T ćelija, uzrokujući fatalne autoimunske bolesti IPEX.
Nekoliko drugih  vrsta T ćelija imaju supresivnu aktivnost, ali ne izražavaju FOXP3. Ova grupa obuhvata Tr1 i Th3 ćelije, za koje se smatra da nastaju tokom imunskog odgovora i aktom proizvodnje supresivnih molekula. Tr1 ćelije su povezane sa IL-10, Th3 ćelije su povezani sa TGF-beta. Nedavno su na ovu listu dodate i Treg17 ćelije.

### Prirodne ćelije ubice
Prirodne T ćelijske ubice (NKT ćelije - ne treba mešati sa prirodnim ćelijama ubicama urođenog imunskog sistema) premošćavaju adaptivni i urođeni imunski sistem. Za razliku od konvencijskih T ćelija, koje prepoznaju peptidne antigene prezentirane molekulama glavnog kompleksa  histokompatibilnosti (MHC), NKT ćelije prepoznaju glikolipidne antigene predstavljene molekulama pod nazivom CD1d. Kada se aktiviraju, ove ćelije mogu obavljati funkcije koje se pripisuju i Th i TC ćelijama (tj. proizvodnju citokina i oslobađanje citolitičkih/ćelijskih smrtonosnih molekula). Takođe imaju sposobnost da prepoznaju i uklone neke tumorske ćelije i ćelije zaražene herpes virusima.

### Nevarijantne sluzokožne ćelije
Sluzokožno povezani invarijantni T limfociti (MAIT) su posebna vrsta T ćelija, čije postojanje je objavljeno 2009.

### Gama delta T ćelije
Gama Delta T ćelije (γδ T-limfociti) predstavljaju mali podskup T ćelija koje na površini imaju poseban receptor T ćelije (TCR). Većina T ćelija ima receptor T ćelija koji se sastoji od dva glikoproteinska lanca, koji se zovu α- i β-TCR lanci. Međutim, kod γδ T-limfocitima, TCR se sastoji od po jednog γ-lanca i δ-lanca. Ova grupa T ćelija je manje uobičajena kod ljudi i miševa (oko 2% od ukupnog broja T limfocita). Nalaze se uglavnom u sluzokoži creva,  unutar populacije limfocita poznate kao intraepitelni limfociti. Kod kunića, ovaca i kokoški, broj γδ T ćelija može biti visok i oko 60% od ukupnog broja T limfocita. Antigeni molekuli koji aktiviraju γδ T ćelije su još uvek uglavnom nepoznati. 
Međutim, γδ T ćelije nisu MHC ograničene i smatra se da su u stanju da prepoznaju cele proteine umesto regulatornih peptida predstavljenih MHC molekulima na APC. Neke γδ T ćelije glodara prepoznaju MHC klasu IB molekula, dok ljudske Vγ9/Vδ2 T ćelije, koje čine najveći broj γδ T limfocita u perifernoj krvi, su jedinstvene po tome što specifično i brzo odgovaraju  na niz nepeptidnih fosforilisinih izoprenoidnih prekurzora, zajedničkog naziva fosfoantigeni, koji se proizvode u gotovo svim  živim ćelijama. Najčešći fosfoantigeni životinjskih i ljudskih ćelija (uključujući i ćelije raka) su izopentenil pirofosfati (IPP) i njegov izomer dimetilalil pirofosfat (DSPP). Mnogi mikrobi proizvode veoma aktivno jedinjeje hidroksi-DMAPP (HMB-PP) i odgovarajuće mononukleotidne konjugate, pored IPP i DMAPP. Biljne ćelije proizvode oba tipa fosfoantigena. Ljudske Vγ9/Vδ2 T ćelije koje se aktiviraju lekovima, sadrže sintetske fosfoantigene i aminobisfosfonate, koji regulišu endogeni IPP/DMAPP.

## Genetičko  inženjerstvo
2015. godine, tim istraživača predvođen Aleksanderom Marsonom na Univerzitetu Kalifornije u San Francisku, uspešno je editovao genom ljudskih T ćelija primenom Cas9 ribonukleoproteinskog metoda isporuke. Ovaj napredak ima potencijal za primenu u lečenju „imunoterapije raka i terapije na bazi ćelija za HIV,  primarnog nedostatka imunosti i autoimunih bolesti“.

## Poremećaji

### Nedostaci
Uzroci nedostataka T ćelija  uključuju limfocitopeniju T ćelija i/ili nedostatke funkcije pojedinih T ćelija. Kompletna insuficijencija funkcije T limfocita može rezultirati zbog naslednih stanja, kao što su teška kombinovana imunodeficijencija (SCID), Omenov sindrom i hipoplazija hrskavice i kose. Uzroci parcijalnih nedostataka funkcije T limfocita uključuju sindrom stečene imunodeficijencije (AIDS), i nasledne promene, kao što su sindrom Di Džordža (DGS), sindrom hromozomske nestabilnosti (HBSD), i B-ćelijski i T-ćelijski kombinovani poremećaji, kao što su ataksija-teleangiektatika (AT) i Viskot-Aldričov sindrom (WAS).
Glavni zabrinjavajući patogeni T limfocita uključuju intracelularne patogene, kao što su Herpes simplex virus, Mycobacterium i Listeria. Pri nedostatku T ćelija, takođe su uobičajene i gljivične infekcije.

### Kancer
Kancer T ćelija se naziva limfomom T-ćelija, i uzrok je jedne desetine slučajeva Nehodžkinsovog limfoma.
Glavni oblici limfoma T ćelije su: 
- Ekstranodalni NK/T-ćelijski limfom, nazalni tip
- Limfom kožnih T ćelija:  Sezarijev sindrom i Mycosis fungoides
- Limfom anaplastičnih velikih ćelija
- Angioimunoblastni limfom T ćelija

## Dodatna literatura
- Davies AJ (1993). „The tale of T cells”. Immunology Today. 14 (3): 137—139. PMID 8466629. doi:10.1016/0167-5699(93)90216-8.

## Spoljašnje veze
- Immunobiology, 5th Edition
- „niaid.nih.gov” (PDF). Архивирано из оригинала (PDF) 25. 06. 2009. г. – The Immune System
- „T-cell Group – Cardiff University”. Архивирано из оригинала 11. 12. 2018. г.
- „(Successful!) Treatment of Metastatic Melanoma with Autologous CD4+ T Cells against NY-ESO-1”. Архивирано из оригинала 05. 01. 2010. г..